# الراديو التعليمي السويدي
الراديو التعليمي السويدي UR (بالسويدية: Utbildningsradion  Sveriges)، و هي شركة خدمات عامة مكرسة لتلبية حاجات المجتمع السويدي من خلال توفير البرامج التعليمية في الإذاعة والتلفزيون السويديّن . 

## روابط إضافية
الموقع الرسمي للإذاعة